# Кейзер, Кес
Кес Корнелис Йоханнес Кейзер (нидерл. Cees Cornelis Johannes Keizer; родился 8 января 1986 года, Волендам) — нидерландский футболист, игравший на позиции полузащитника. Воспитанник футбольных команд «Волендама» и «Аякса». На профессионалом уровне дебютировал в 2007 году за «Витесс». Во втором матче за клуб порвал связки колена и выбыл на полгода. В начале 2009 года выступал на правах аренды за клуб «Зволле», а затем подписал с клубом однолетний контракт. С 2010  по 2012 год выступал за «Осс».

## Биография
Кес Кейзер родился 8 января 1986 года в городе Волендам. У него есть также два младших брата — Рон и Йохан. В возрасте семи лет начал играть в футбол в местной команде РКАВ Волендам, а в 1993 году был взят в юношескую команду клуба «Волендам». Так, в игре против юношеской команды «Аякса» Кес был замечен скаутом амстердамского клуба и уже в 2001 году перешёл в «Аякс».
В апреле 2005 года «Аякс» заключил двухлетний контракт с тремя игроками молодёжного состава, с Кесом Кейзером, Джаспером Коком и Михаэлем Тимиселой. Помимо футбола, Кес обучался на экономическом факультете Амстердамского университета. В составе молодёжки «Аякса» Кейзер участвовал в розыгрыше кубка Нидерландов сезона 2005/06, хотя за молодёжный состав выступали также и опытные футболисты, такие как Яннис Анастасиу, Ханс Вонк, Хуанфран и другие. В кубке команда смогла дойти лишь до 1/16 финала, а основной состав команды смог дойти до финала, в котором «Аякс» со счётом 2:1 обыграл ПСВ.
В мае 2007 года Кес подписал контракт на два года с клубом «Витесс». В Высшем дивизионе Нидерландов дебютировал 19 августа 2007 года в гостевом матче против роттердамской «Спарта». Кейзер вышел на замену на 76-й минуте, заменив полузащитника Абубакари Якубу. Матч завершился волевой победой «Витесса» со счётом 1:2, в составе победителей голами отличились Ремко ван дер Шаф и Жилль Свертс. Спустя шесть дней, 25 августа, в домашнем матче против АЗ, Кес впервые вышел на поле в основном составе. Но уже на 13-й минуте матча Кейзер был вынужден покинуть поле из-за травмы колена, полученной после столкновения с полузащитником АЗ, Кеми Агустином. Первоначально было заявлено, что Кес получил сильный ушиб мениска, го дальнейшее медицинское обследование показало, что Кейзер порвал крестообразные связки колена и выбыл на полгода. В итоге, из-за травмы в дебютном сезоне Кес провёл только два матча в чемпионате.
После выздоровления Кес не смог претендовать на место в основном составе, поэтому руководство «Витесса» приняло решение отдать его в аренду. В январе 2009 года Кес был отдан в аренду на полгода в клуб Первого дивизиона «Зволле». Его дебют в команде состоялся 6 февраля в домашнем матче против «ВВВ-Венло», завершившемся поражением «Зволле» со счётом 1:2. Кес довольно быстро стал игроком основного состава, во многом благодаря главному тренеру Яну Эверсе. На левом фланге Кейзер играл вместе со своим бывшем одноклубником по «Аяксу» Дерком Бурригтером, который выполняет роль левого нападающего. За четыре месяца Кейзер сыграл в чемпионате 14 матчей, а также провёл три игры в матчах плей-офф чемпионата.
После истечения срока аренды «Зволле» смог подписать с Кейзером контракт на один сезон.
27 июля 2010 года Кейзер заключил однолетний контракт с клубом «Осс».

## Статистика выступлений
| Клуб             | Сезон            | Лига | Лига | Кубки | Кубки | Другие | Другие | Итого | Итого |
| Клуб             | Сезон            | Игры | Голы | Игры  | Голы  | Игры   | Голы   | Игры  | Голы  |
| ---------------- | ---------------- | ---- | ---- | ----- | ----- | ------ | ------ | ----- | ----- |
| Витесс           | 2007/08          | 2    | 0    | 0     | 0     |        |        | 2     | 0     |
| Витесс           | Итого            | 2    | 0    | 0     | 0     |        |        | 2     | 0     |
| Зволле           | 2008/09          | 14   | 0    | 0     | 0     | 3      | 0      | 17    | 0     |
| Зволле           | 2009/10          | 29   | 0    | 2     | 0     | 0      | 0      | 31    | 0     |
| Зволле           | Итого            | 43   | 0    | 2     | 0     | 3      | 0      | 48    | 0     |
| Осс              | 2010/11          | 25   | 0    | 1     | 0     |        |        | 26    | 0     |
| Осс              | 2011/12          | 30   | 1    | 3     | 0     |        |        | 33    | 1     |
| Осс              | Итого            | 55   | 1    | 4     | 0     |        |        | 59    | 1     |
| Всего за карьеру | Всего за карьеру | 100  | 1    | 6     | 0     | 3      | 0      | 109   | 1     |